# 打浦路
打浦路是位於中國上海市黃浦區一條南北走向道路，道路北至徐家匯路，南至江濱路南園公園。全长1381米。道路沿途有上海斯格威铂尔曼大酒店。
打浦路所在地原本是農田，建於1914年，名字來自於打浦桥。道路一開始是煤屑路，後來改建成弹街路。1930年後改建為柏油路面。